# Arsenal du Kremlin

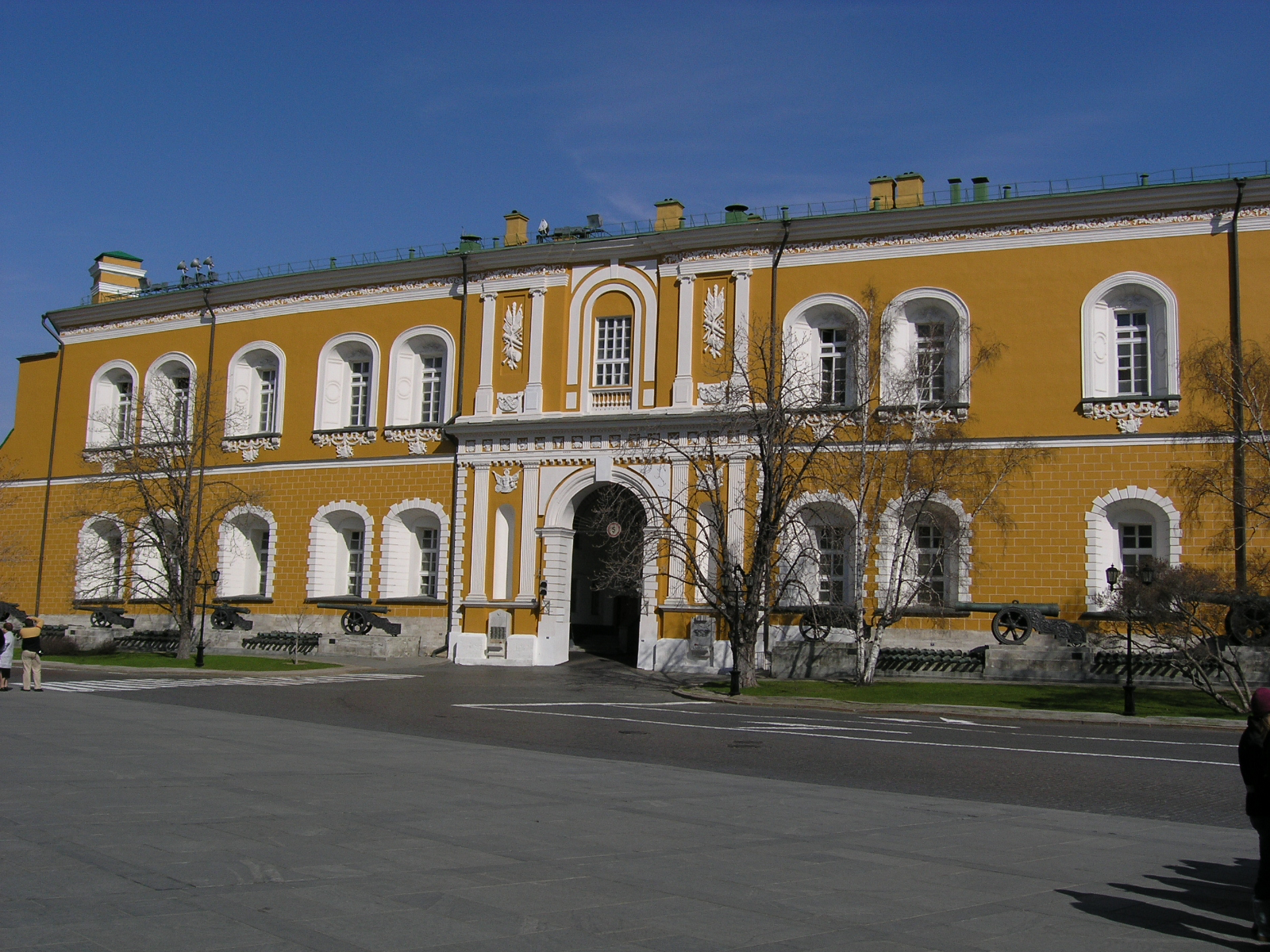
Façade sud de l'arsenal du Kremlin.

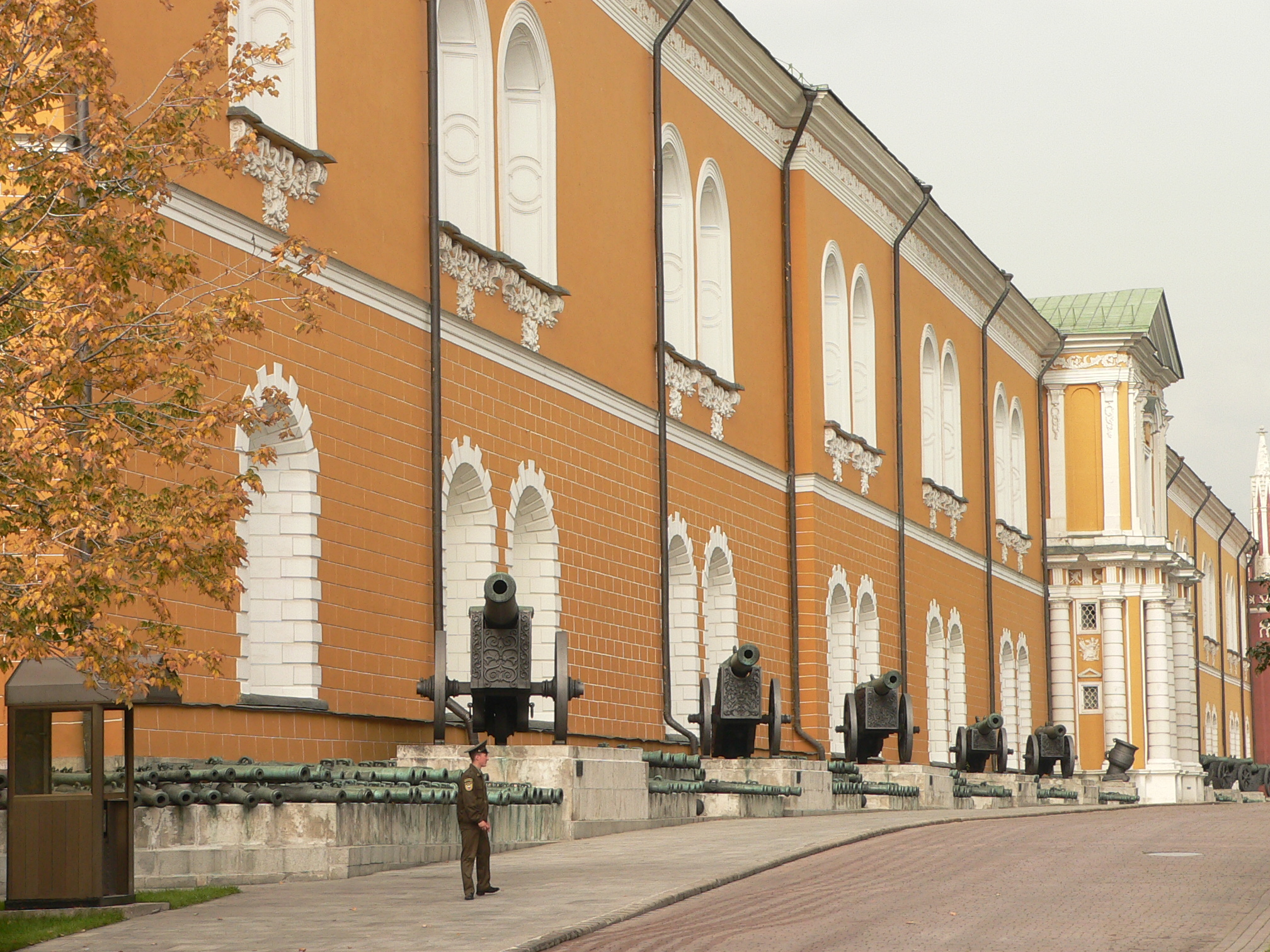
Façade est de l'arsenal du Kremlin.

L'arsenal du Kremlin (Арсенал Московского Кремля en russe) est une ancienne armurerie située dans les murs du Kremlin, à Moscou. Il abrite le régiment du Kremlin, chargé de la sécurité du président russe.

## Construction
Sa construction initiale date de 1736. Il fut reconstruit à plusieurs reprises. Toutes les structures en bois ont notamment été détruites lors de l'incendie de 1737 qui ravagea la capitale russe. Il n'a été reconstruit qu'entre 1786 et 1796, sous la direction de Matveï Kazakov. À nouveau détruit en 1812 par l’armée napoléonienne avant la retraite de Russie, sa restauration a duré de 1814 à 1828.

## Fonction
L'arsenal conserve encore aujourd'hui une fonction militaire, à la différence du palais des Armures, autre bâtiment militaire situé dans l'enceinte du Kremlin. Il abrite le régiment du Kremlin, chargé de la sécurité du président russe. Le bâtiment n'est pas accessible aux touristes.